# Canton de Saint-Dizier-Sud-Est
Le canton de Saint-Dizier-Sud-Est est une ancienne division administrative française située dans le département de la Haute-Marne et la région Champagne-Ardenne.

## Histoire
Canton créé par le décret du 15 janvier 1982, en dédoublant le canton de Saint-Dizier-Est.

## Représentation
| Période | Période | Identité          | Étiquette   | Qualité                                                              |
| ------- | ------- | ----------------- | ----------- | -------------------------------------------------------------------- |
| 1982    | 1988    | Pol Fontaine      | PCF         | Secrétaire, premier adjoint au Maire de Saint-Dizier (1977-1989)     |
| 1988    | 1994    | Jacques Faglin    | PS puis DVG | Employé dans une entreprise pétrolière Maire-adjoint de Saint-Dizier |
| 1994    | 2015    | Marcelle Fontaine | PCF         | Bonnetière, conseillère municipale de Saint-Dizier                   |

## Composition
Le canton de Saint-Dizier-Sud-Est se composait d’une fraction de la commune de Saint-Dizier et de deux autres communes. Il compte 6 694 habitants (population municipale) au 1er janvier 2012.
| Nom                      | Code Insee | Intercommunalité               | Population (dernière pop. légale)              |
| ------------------------ | ---------- | ------------------------------ | ---------------------------------------------- |
| Saint-Dizier (chef-lieu) | 52448      | CA Saint-Dizier, Der et Blaise | Fraction : 5 277(2012) Commune : 25 505 (2014) |
| Chamouilley              | 52099      | CA Saint-Dizier, Der et Blaise | 827 (2014)                                     |
| Roches-sur-Marne         | 52429      | CA Saint-Dizier, Der et Blaise | 564 (2014)                                     |

## Démographie
| 1962 | 1968 | 1975 | 1982 | 1990 | 1999 | 2009 |
| ---- | ---- | ---- | ---- | ---- | ---- | ---- |
| -    | -    | -    | -    | -    | -    | -    |